# Ekaterina Gradova
Ekaterina Gueorguievna Gradova (en russe : Екатери́на Гео́ргиевна Гра́дова), née le 6 octobre 1946 à Moscou et morte le 22 février 2021 dans la même ville, est une actrice soviétique et russe.

## Biographie
Ekaterina Gradova naît à Moscou dans la famille d'un célèbre architecte, professeur, membre correspondant de l'Académie d'architecture et grimpeur Gueorgui Alexandrovitch Gradov (1911-1984), mort en escaladant le Pamir, et de l'actrice du Théâtre dramatique Nicolas Gogol Raïssa Gradova (1923-2011). Elle étudie à l'Institut des langues étrangères de Moscou, à l'École-studio du Théâtre d'Art académique de Moscou (atelier de Vassili Markov).
La toute première reconnaissance du public lui vient en 1969, lorsque, en tant qu'étudiante de 4e année à l'école de théâtre, elle joue le rôle principal dans la pièce Don, mécènes et adorateurs (Alexandre Ostrovski) du Théâtre Maïakovski, puis en 1973, après la sortie du téléfilm Dix-sept Moments de printemps, dans lequel elle joue un agent du renseignement soviétique dans l'Allemagne nazie - Kat.
Du 1970 au 1987, elle est actrice du Théâtre académique de la Satire de Moscou.  
À la fin des années 1980, après une grave maladie, elle devient paroissienne de l'Église orthodoxe russe. Décédée le 22 février 2021 à Moscou d'un accident vasculaire cérébral, elle est inhumée le 24 février sur l'allée des acteurs du cimetière Troïekourovskoïe.

## Vie privée
Gradova fut l'épouse de l'acteur Andreï Mironov de 1971 au 1976. Leur fille Maria Mironova est également actrice.

## Filmographie partielle
- 1973 : Dix-sept Moments de printemps (Семнадцать мгновений весны) de Tatiana Lioznova : Kat
- 1979 : Il ne faut jamais changer le lieu d'un rendez-vous (Место встречи изменить нельзя)  de Stanislav Govoroukhine : Svetlana Volokuchina